# Masszívum

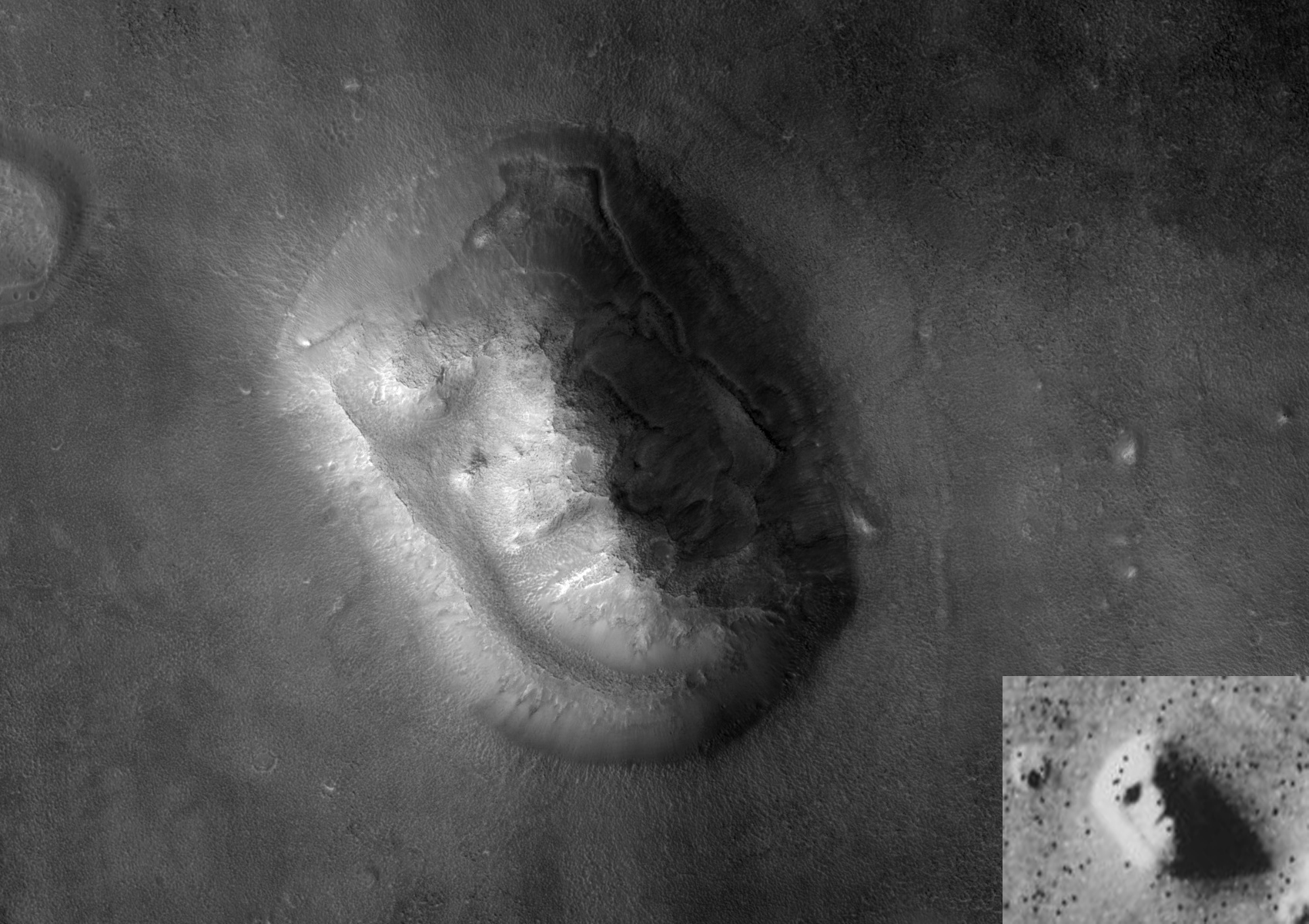
Emberi arcra hasonlító masszívum a Mars felszínén

A masszívum geológiai fogalom, a földkéreg olyan részét jelöli, amelyet törésvonalak határolnak. A masszívum a lemeztektonikai mozgások során egyben marad, megőrzi belső struktúráját és úgy mozog a környezetéhez képest. A fogalmat leggyakrabban az ilyen struktúrákon alapuló hegycsoportokra alkalmazzák. A szó a hegységet is jelentő francia massif szóból ered (Massif Central). 
A hegymászás irodalmában a masszívum szót gyakran alkalmazzák egy-egy hegy fő tömegére. 
Masszívumok megfigyelhetők a Földön kívül, más bolygókon is, mint a Marson a Cydonia régióban.
Ugyancsak előfordulnak masszívumok a tenger alatt is, mint az Atlantisz-masszívum.

## Fordítás
- Ez a szócikk részben vagy egészben a Massif című angol Wikipédia-szócikk ezen változatának fordításán alapul.  Az eredeti cikk szerkesztőit annak laptörténete sorolja fel. Ez a jelzés csupán a megfogalmazás eredetét és a szerzői jogokat jelzi, nem szolgál a cikkben szereplő információk forrásmegjelöléseként.